# Journal of the American Mathematical Society
Le Journal of the American Mathematical Society (abrégé en JAMS), est une revue scientifique mathématique avec articles évalués par les pairs publiée par l'American Mathematical Society. Il accepte des articles de recherche de tous les domaines des mathématiques pures et appliquées. Le journal a été fondé en janvier 1988.

## Description
Le journal est trimestriel (4 numéros par an). Chaque numéro comporte environ 300 pages, ce qui fait un total de 1200 pages par an environ : 1208 pages en 2016, 1209 pages en 2016,..., 1195 pages en 2010.
Les articles sont en libre accès à partir de cinq ans après publication.
Les éditeurs sont, en 2018, Brian Conrad, Laura DeMarco , Simon Donaldson, Pavel Etingof, Sergueï Fomine, Assaf Naor Igor Rodnianski et Shmuel Weinberger.
Le facteur d'impact est, selon la source choisie :
- 4,54 pour Research Gate (2015)[1]
- 2,926 pour SJR (2015), mais 4,590 pour 2016[2]

Pour Science Watch, en 2008, le journal occupait la 8e place, alors qu'il n'a été créé qu'en 1988.

## Résumés et indexation
Le journal est indexé, et ses articles sont résumés, par les périodiques:
- Mathematical Reviews
- Zentralblatt MATH
- Science Citation Index
- Science Citation IndexT—Expanded
- ISI Alerting Services
- CompuMath Citation Index
- Current Contents/Physical, Chemical & Earth Sciences.

## Autres périodiques de l’AMS
- Bulletin of the American Mathematical Society
- Memoirs of the American Mathematical Society
- Notices of the American Mathematical Society
- Proceedings of the American Mathematical Society
- Transactions of the American Mathematical Society